# Macrosiagon nigronotata
Macrosiagon nigronotata is een keversoort uit de familie waaierkevers (Rhipiphoridae). De wetenschappelijke naam van de soort is voor het eerst geldig gepubliceerd in 1910 door Pic.